# Penthalaz
Penthalaz est une commune suisse du canton de Vaud, située dans le district du Gros-de-Vaud. Citée dès 1182, la commune fait partie du district de Cossonay entre 1798 et 2007. Elle est peuplée de 3 197 habitants en 2023. Son territoire, d'une surface de 387 hectares, se situe dans la région du Gros-de-Vaud.

## Histoire
Mentionnée sous le nom de Pentala pour la première fois en 1182 dans une bulle du pape Lucius III en faveur du chapitre de Lausanne, la région avait été précédemment occupée comme en témoignent les découvertes de nécropoles romaine et du haut Moyen Âge. Propriété de la famille de Cossonay jusqu'à l'invasion bernoise de 1536, le village est ensuite rattaché au bailliage de Morges ; pendant la période bernoise, le village connu trois épisodes de peste en 1565, 1566 et 1613 et un incendie en 1839 qui détruisit les deux tiers du village.
Lors de la révolution vaudoise de 1798, la commune envoya Benjamin Épars, comme député au premier Grand Conseil vaudois.

## Géographie
La surface totale de la commune de Penthalaz représente 385 hectares qui se décomposent en : 98 ha de surfaces d'habitat et d'infrastructure, 216 ha de surfaces agricoles, 65 ha de surfaces boisées et enfin 6 ha de surfaces improductives (lacs et cours d'eau par exemple). Dans le détail en 2005, les aires industrielles et artisanales représentent 3,38 % du territoire communal, les maisons et bâtiments 12,73 %, les routes et infrastructures de transport 7,01 %, les zones agricoles 47,27 % et les zones arboricoles et viticoles 1 %[réf. nécessaire].
Jusqu'à sa dissolution, la commune faisait partie du district de Cossonay. Depuis le 1er septembre 2008, elle fait partie du nouveau district du Gros-de-Vaud. Elle a des frontières communes avec Lussery-Villars, Daillens, Penthaz, Gollion et Cossonay.
Le territoire cantonal, situé sur le plateau suisse dans la région du Gros-de-Vaud, s'étend de l'est à partir de la colline de Braye à 514 mètres d'altitude jusqu'au marais du bois de Vaux causé par les méandres de la Venoge. La frontière au nord est marquée par le ruisseau du Malomba, alors que celle du sud part de l'embouchure du ruisseau de l'Ouffema dans la Venoge à l'est jusqu'au bord du plateau de Cossonay, qui, avec 525 mètres d'altitude, représente le point culminant de la commune.
Cossonay-Gare est un quartier de Penthalaz, situé sur la rive droite de la Venoge et nommé ainsi en référence aux anciens grands moulins de Cossonay ainsi que par le quartier résidentiel de Sous la Ville, situé en dessous du centre historique du village.

## Population

### Surnom
Les habitants de la commune sont surnommés les Cancaniers (Cancanières au féminin), probablement parce que, au XVIIe siècle, les autorités bernoises interdirent par ordonnance aux femmes « de s'assembler pour coter, caquasser et jaser comme elles en ont coutume »,,.

### Démographie
Penthalaz compte 3 197 habitants en 2023. Sa densité de population atteint 826 hab./km2.
En 2000, la population de Penthalaz est composée de 1 089 hommes (47,8 %) et 1 187 femmes (52,2 %). Il y a 1 824 personnes suisses (80,1 %) et 452 personnes étrangères (19,9 %). La langue la plus parlée est le français, avec 1 998 personnes (87,8 %). La deuxième langue est l'allemand (59 ou 2,6 %). Il y a aussi 54 personnes parlant le portugais (2,4 %), 46 personnes parlant l'italien (2 %) et 42 personnes parlant l'espagnol (1,8 %). Sur le plan religieux, la communauté protestante est la plus importante avec 1 184 personnes (52 %), suivie des catholiques (581 ou 25,5 %). 256 personnes (11,2 %) n'ont aucune appartenance religieuse.
La population de Penthalaz est de 296 personnes en 1850, puis de 372 personnes en 1900. Le nombre d'habitants augmente depuis jusqu'à 2 916 en 2010. Le graphique suivant résume l'évolution de la population de Penthalaz entre 1850 et 2010 :

## Politique
Lors des élections fédérales suisses de 2011, la commune a voté à 31,07 % pour l'Union démocratique du centre. Les deux partis suivants furent le Parti socialiste suisse avec 22,59 % des suffrages et le Parti libéral-radical avec 14,61 %.
Lors des élections cantonales au Grand Conseil de mars 2011, les habitants de la commune ont voté pour le Parti socialiste à 30,43 %, le Parti libéral-radical à 26,36 %, l'Union démocratique du centre à 17,43 %, les Verts à 17,07 % et l'Alliance du centre à 8,72 %.
Sur le plan communal, Penthalaz  est dirigé par une municipalité formée de 5 membres et dirigée par un syndic pour l'exécutif et un Conseil communal, composé de 50 élus, dirigé par un président et secondé par un secrétaire, pour le législatif.

## Économie
Jusqu'à la fin du XIXe siècle, l'économie locale était principalement tournée vers l'agriculture et l'arboriculture fruitière qui ne représentent aujourd'hui plus qu'un rôle marginal dans l'emploi local. Avec l'amélioration de l'accès routier au village ainsi que l'ouverture de la ligne ferroviaire reliant Yverdon-les-Bains à Lausanne, un quartier industriel s'est créé dès 1898 près de la gare, sur les bords de la Venoge ; accueillant depuis 1923 les Câbleries et tréfileries de Cossonay, le quartier a offert jusqu'à 1 000 emplois et a largement développé la structure économique du village. Aujourd'hui, la zone industrielle a été renommée Venoge Parc SA et comprend de nombreuses entreprises, parmi lesquelles des ateliers mécaniques, des studios photographiques et différentes entreprises de construction.
Depuis quelques décennies, de nouveaux quartiers résidentiels se sont également développés, accueillant des personnes travaillant principalement dans la région lausannoise.

## Transports
Penthalaz fait partie de la communauté tarifaire vaudoise Mobilis.
Le village est desservi par les lignes 1,2 et 5 du RER Vaud qui s'arrêtent à la gare de Cossonay-Penthalaz située au bas du village, près de la Venoge.
De plus, le bus CarPostal faisant le parcours Échallens-Bettens-Cossonay-Gare et celui reliant Cossonay à Lussery-Villars s'arrêtent dans la commune. Elle est également desservie par les bus sur appel Publicar, qui sont aussi un service de CarPostal.

## Monuments
Le temple du village de Penthalaz est inscrit comme bien culturel d'importance régionale dans la liste cantonale dressée en 2009.
École (1838-1841), par les architectes lausannois Henri Perregaux et Achille de La Harpe.

## Vie locale
La commune de Penthalaz possède de nombreuses associations, parmi lesquelles un chœur mixte, une fanfare, une guggenmusik des paysannes vaudoises, un groupe scout ainsi que différents clubs de sport.